# Bibbidi-Bobbidi-Boo
"Bibbidi-Bobbidi-Boo", também conhecida como "The Magic Song", é uma canção escrita em 1948 por Al Hoffman, Mack David e Jerry Livingston, sendo introduzida em 1950 no filme Cinderela, sendo executada pela atriz Verna Felton.
Esta música recebeu inúmeros samples, incluindo o do brasileiro MC Livinho na canção "Picada Fatal". Foi tema de um comercial da Gatorade durante a Copa do Mundo de 2014,no Brasil.

## Letra
À esquerda, a versão oficial em português do Brasil. À direita, a versão em português europeu.
| Salagadula, mexicabula, Bibidi-Bobidi-Bu Junte isso tudo e teremos então Bibidi-Bobidi-Bu                               | Salagadula, mexicabula, Bibidi-Bobidi-Bu Mistura tudo e vais ver o que dá Bibidi-Bobidi-Bu                               |
| Salagadula, mexicabula, Bibidi-Bobidi-Bu Isso é magia, acredite ou não Bibidi-Bobidi-Bu                                 | Salagadula, mexicabula, Bibidi-Bobidi-Bu Na magia tens de acreditar Bibidi-Bobidi-Bu                                     |
| A salagadula é Nem eu entendo esse angu Mas a mágica se faz dizendo Bibidi-Bobidi-Bu                                    | Um salagadula mais Um mexicabularu Mas aqui pra nós, o que é pra nós É Bibidi-Bobidi-Bu                                  |
| Salagadula, mexicabula, Bibidi-Bobidi-Bu Junte isso tudo e teremos então Bibidi-Bobidi, Bibidi-Bobidi, Bibidi-Bobidi-Bu | Salagadula, mexicabula, Bibidi-Bobidi-Bu Mistura tudo e vais ver o que dá Bibidi-Bobidi, Bibidi-Bobidi, Bibidi-Bobidi-Bu |